# Satir I.
Satir I. (grško Σάτυρος, Sátiros) iz dinastije Spartokidov je bil vladar Bosporskega kraljestva, ki je vladal od leta 432 pr. n. št. do 389 pr. n. št., * okoli 470 pr. n. št., Pantikapej, ni znano, † 389 pr. n. št., Teodozija.
Med svojo vladavino je nadgradil ekspanzivno zunanjo politiko svojega očeta Spartoka I. Osvojil je Nimfej, se vključil v politični razvoj sosednjega Sindskega kraljestva in oblegal Teodozijo, ki je bila njegov resen trgovinski tekmec. Teodozija je bila blizu žitnih polj vzhodnega Krima in imela pristanišče, ki pozimi ni zamrznilo. 
Vodil je politiko krepitve vezi z Atenami in tam morda celo postavil kip sebi v čast. Bil je oče Levkona I. in Gorgipa I., ki sta svoje kraljestvo pretvorila v močno državo.

## Vladanje
Satir I. je bil vodilna oseba pri širjenju očetovega kraljestva. Na začetku je bil uspešen z zavzetjem Nimfeja in morda Kimerikona, kasneje pa je imel velike težave s sosednjim Sindskim kraljestvom, s katerim je izgubil vojno, in grškima mestnima državama Teodozija in Herakleja Pontika. 

## Težave s Sindi
Satiru so velike težave povzročali Sindi. Po Polienu so težave nastale, ker je Satir I. ponudil svojo hčer za ženo sindskemu kralju Hekaktaju, vendar bi moral Hakataj pred tem ubiti svojo obstoječo ženo Tirgatao. Hekaktaj svoje žene ni ubil, ampak jo je zaprl v stolp, od koder je pobegnila k svojemu plemenu Iksomatov. Tirgatao se je poročila z očetovim naslednikom. Njen oče je bil domnevno kralj Iksomatov in je spodbudil številna plemena v vojno proti Satiru. Satir je ugotovil, da vojni ne more zmagati. Zaprosil je za mir in za talca ponudil svojega sina Metrodorja.
Kmalu zatem so Tirgatao poskušali umoriti, verjetno na Satirovo zahtevo. Ko je Tirgatao izvedela za njegov načrt, je ukazala ubiti talca Metrodorja in ponovno začel vojno proti Satiru. Vojno sta kmalu po očetovi smrti končala njegova naslednika Levkon I. in Gorgip I.

## Smrt in zapuščina
Satir je umrl med neuspešnim obleganjem Teodozije leta 389 pr. n. št. v starosti 81 let. Nasledila sta ga sinova Levkon in Gorgip, ki sta razširila Bosporsko kraljestvo. 